# Rożnowiec
Rożnowiec – zamknięty w 1976 roku i zlikwidowany w 2007 roku przystanek osobowy, a dawniej przystanek osobowy i ładownia publiczna w Nowej Wsi Grodziskiej, w gminie Pielgrzymka, w powiecie złotoryjskim, w województwie dolnośląskim, w Polsce. Został otwarty w kwietniu 1906 roku przez BuK.